# مشهد قصير

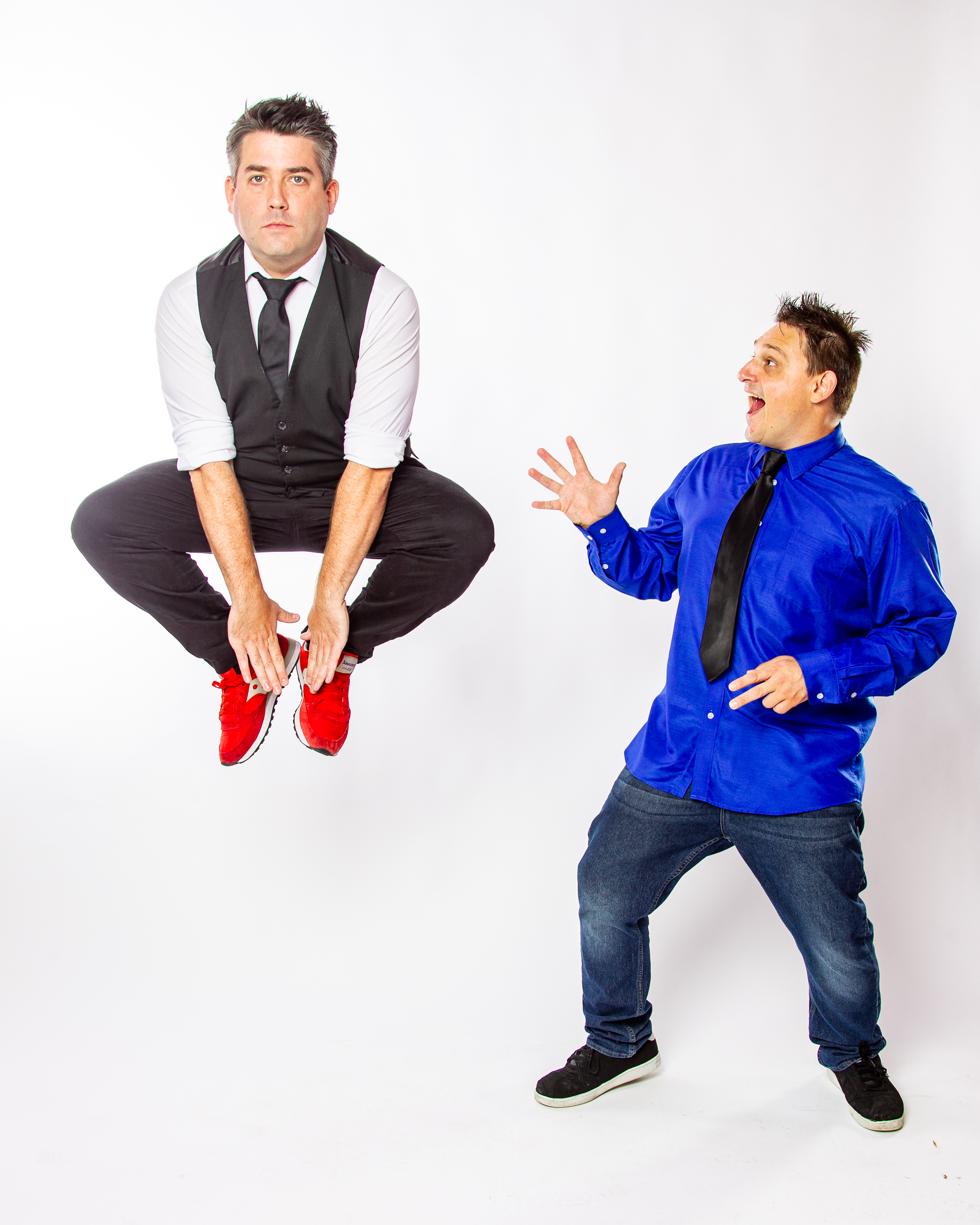

المشهد القصير أو الرسم المجمل أو التخطيطي أو المسودة أو المنظر (بالإنجليزية: sketch)‏ هو مصطلح درامي يشير إلى المشهد القصير أو القطعة المسرحية ذات أبعاد صغيرة، بصفة عامة ذات صبغة كوميدية، ويستغرق ما بين دقيقة لعشرة دقائق ويكون ارتجاليًا. فهو عبارة عن محاكاة ساخرة في مشهد ملئ بالفكاهة أو السخرية أو النقد للمجتمع. يأتي المصطلح من اللغة الإنجليزية ويعني رسم مجمل أو إعدادي أورسم تخطيطي أو مسودة. ويظهر المشهد القصير في المسرحيات الكوميدية والعروض الموسيقية، فيما يسمى بمسرح الملهى الليلي وفي عروض المنوعات.